# 德朗布尔环形山
德朗布尔环形山（Delambre）是位于月球正面中部赤道区的一座大型撞击坑，约形成于晚雨海世，其名称取自十八世纪法国天文学家让-巴蒂斯特·约瑟夫·德朗布尔(1749年-1872年) ，1935年被国际天文学联合会批准接受。

## 描述

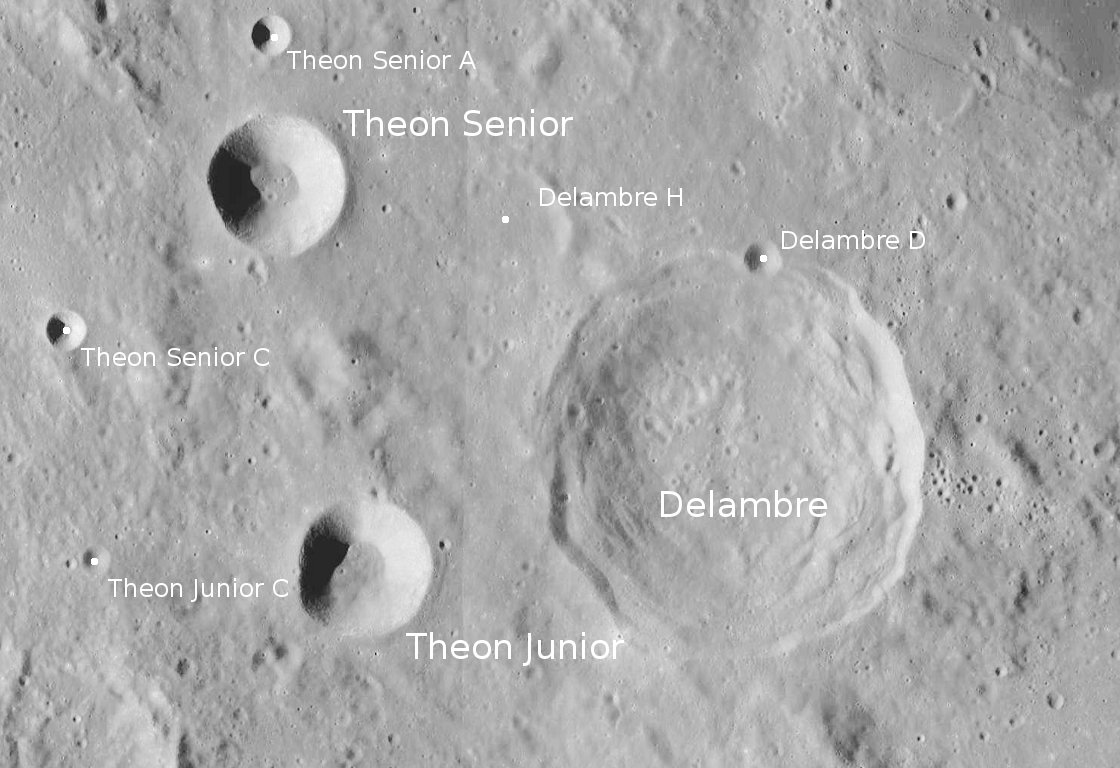
德朗布尔环形山周边图，月球勘测轨道飞行器拍摄。

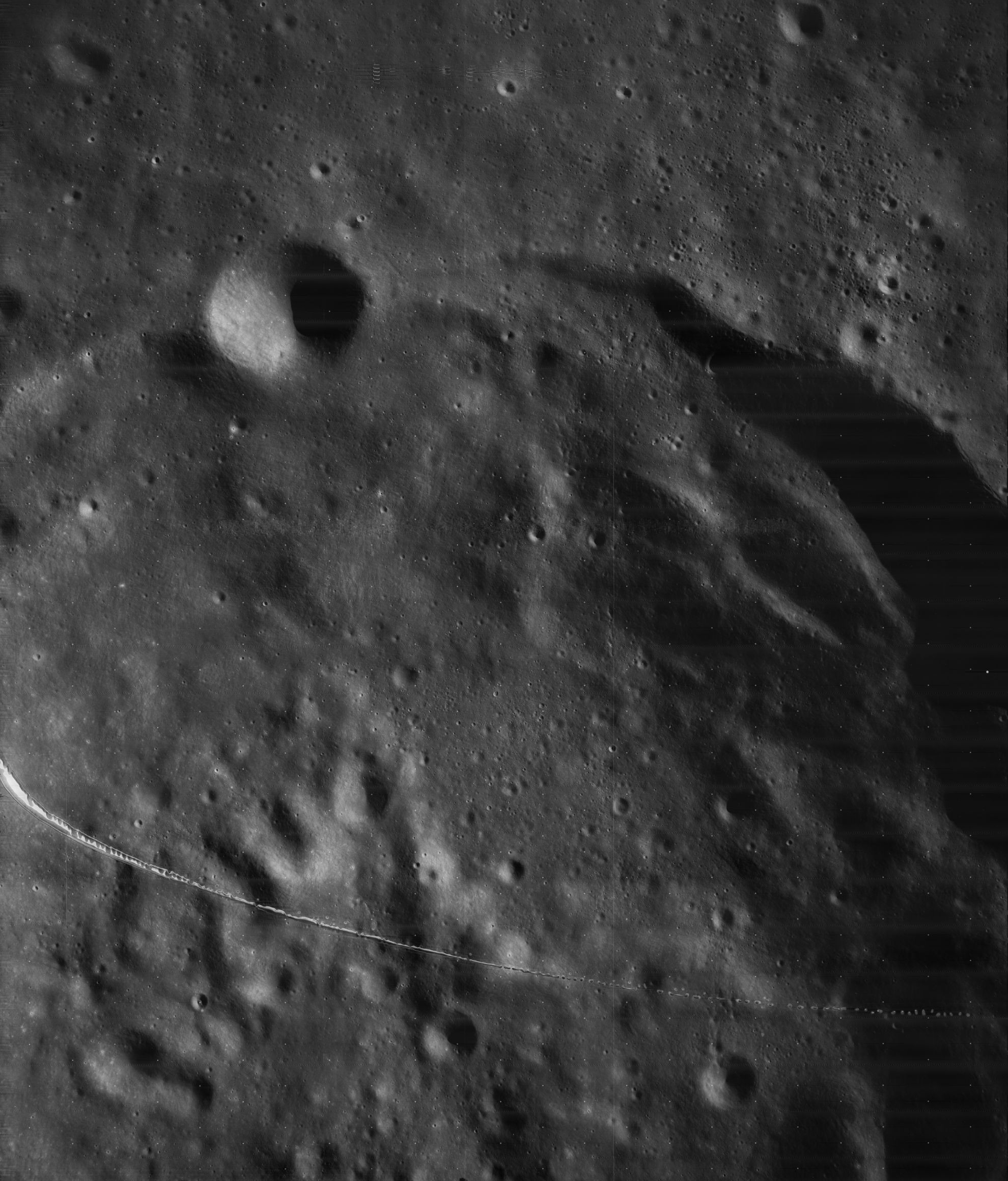
月球轨道器3号拍摄的坑内照片(条纹线是原图中的瑕疵)

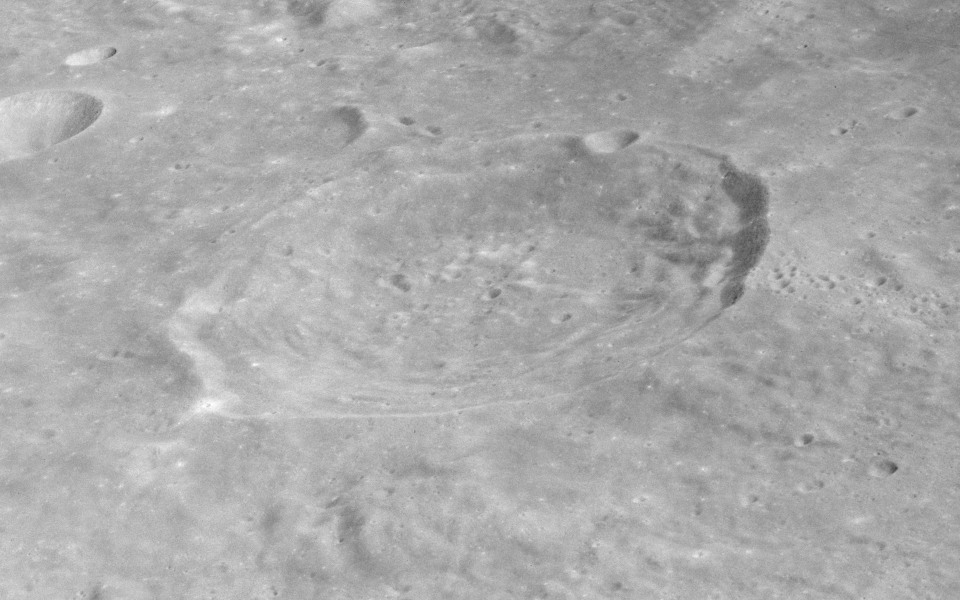
阿波罗16号拍摄的德朗布尔环形山斜视图

该陨坑西侧毗邻小塞翁陨石坑、西北靠近大塞翁陨石坑、狄奥尼修斯陨石坑坐落在北面、而施密特陨石坑则位于它的东北，陨坑的东北偏东和东南偏南分别为毛奇陨石坑和阿尔·法甘尼陨石坑、它的南面则横亘着泰勒陨石坑。此外，德朗布尔环形山东北濒临静海、东北偏东蜿蜒着希帕提娅月溪（Rimae Hypatia）、往东南分别坐落着酒海和狂暴湾。该陨坑中心月面坐标为1°56′S 17°23′E / 1.94°S 17.39°E，直径51.49公里，深度约2.368公里。
德朗布尔环形山外观呈多边形状，受侵蚀程度中等。陨坑壁体厚实、坑沿尖峭，北侧壁横跨着一座小陨坑，南侧外壁连接了一道小山谷；内侧壁呈阶地状结构，壁顶最高与坑底落差4572米，坑壁平均高出周边地形1130米，内部容积约有2100公里³。坑底表面崎岖不平，有一座不太引人注目的小中央峰。
德朗布尔环形山是美国无人探测器徘徊者8号的目标撞击点，在碰撞发生前曾拍摄了该陨坑的照片。

## 卫星陨石坑
按惯例，最靠近德朗布尔环形山的卫星坑在月图上以字母标注在该坑中心点的旁边。

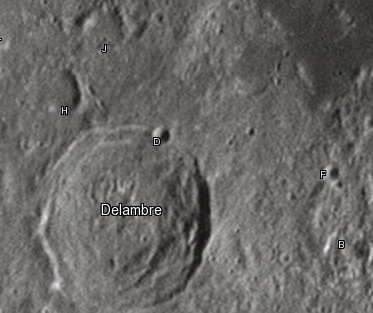
周边卫星坑图

| 德朗布尔 | 纬度    | 经度     | 直径      |
| -------- | ------- | -------- | --------- |
| B        | 1.64° S | 19.64° E | 9.67公里  |
| D        | 1.12° S | 17.54° E | 5.11公里  |
| F        | 1.06° S | 19.25° E | 4.25公里  |
| H        | 1.00° S | 16.44° E | 15.46公里 |
| J        | 0.34° S | 16.75° E | 12.49公里 |